# Thorey-en-Plaine
Pour les articles homonymes, voir Thorey (homonymie).
Thorey-en-Plaine est une commune française située dans le département de la Côte-d'Or en région Bourgogne-Franche-Comté.

## Géographie
Bordée par le canal de Bourgogne, nichée au cœur de la plaine de Saône et rattachée au canton de Genlis, Thorey-en-Plaine est une commune qui se distingue principalement par l'absence d'église et de tout monument à connotation religieuse.
Les habitants de Thorey-en-Plaine sont les Thorésiens et sont surnommés les Grevelons.

### Climat
Pour des articles plus généraux, voir Climat de la Bourgogne-Franche-Comté et Climat de la Côte-d'Or.
En 2010, le climat de la commune est de type climat des marges montargnardes, selon une étude du Centre national de la recherche scientifique s'appuyant sur une série de données couvrant la période 1971-2000. En 2020, Météo-France publie une typologie des climats de la France métropolitaine dans laquelle la commune est dans une zone de transition entre le climat océanique altéré et le climat océanique altéré et est dans la région climatique  Bourgogne, vallée de la Saône, caractérisée par un bon ensoleillement (1 900 h/an), un été chaud (18,5 °C), un air sec au printemps et en été et des vents faibles. 
Pour la période 1971-2000, la température annuelle moyenne est de 10,7 °C, avec une amplitude thermique annuelle de 17,9 °C. Le cumul annuel moyen de précipitations est de 764 mm, avec 11 jours de précipitations en janvier et 7,1 jours en juillet. Pour la période 1991-2020, la température moyenne annuelle observée sur la station météorologique de Météo-France la plus proche, « Dijon-Longvic », sur la commune d'Ouges à 7 km à vol d'oiseau, est de 11,4 °C et le cumul annuel moyen de précipitations est de 743,4 mm,. Pour l'avenir, les paramètres climatiques de la commune estimés pour 2050 selon différents scénarios d'émission de gaz à effet de serre sont consultables sur un site dédié publié par Météo-France en novembre 2022.

## Urbanisme

### Typologie
Au 1er janvier 2024, Thorey-en-Plaine est catégorisée bourg rural, selon la nouvelle grille communale de densité à 7 niveaux définie par l'Insee en 2022.
Elle est située hors unité urbaine. Par ailleurs la commune fait partie de l'aire d'attraction de Dijon, dont elle est une commune de la couronne,. Cette aire, qui regroupe 333 communes, est catégorisée dans les aires de 200 000 à moins de 700 000 habitants,.

### Occupation des sols
L'occupation des sols de la commune, telle qu'elle ressort de la base de données européenne d’occupation biophysique des sols Corine Land Cover (CLC), est marquée par l'importance des territoires agricoles (60,2 % en 2018), en diminution par rapport à 1990 (62,7 %). La répartition détaillée en 2018 est la suivante : 
terres arables (59,4 %), forêts (31,5 %), zones urbanisées (8,3 %), zones agricoles hétérogènes (0,8 %). L'évolution de l’occupation des sols de la commune et de ses infrastructures peut être observée sur les différentes représentations cartographiques du territoire : la carte de Cassini (XVIIIe siècle), la carte d'état-major (1820-1866) et les cartes ou photos aériennes de l'IGN pour la période actuelle (1950 à aujourd'hui).

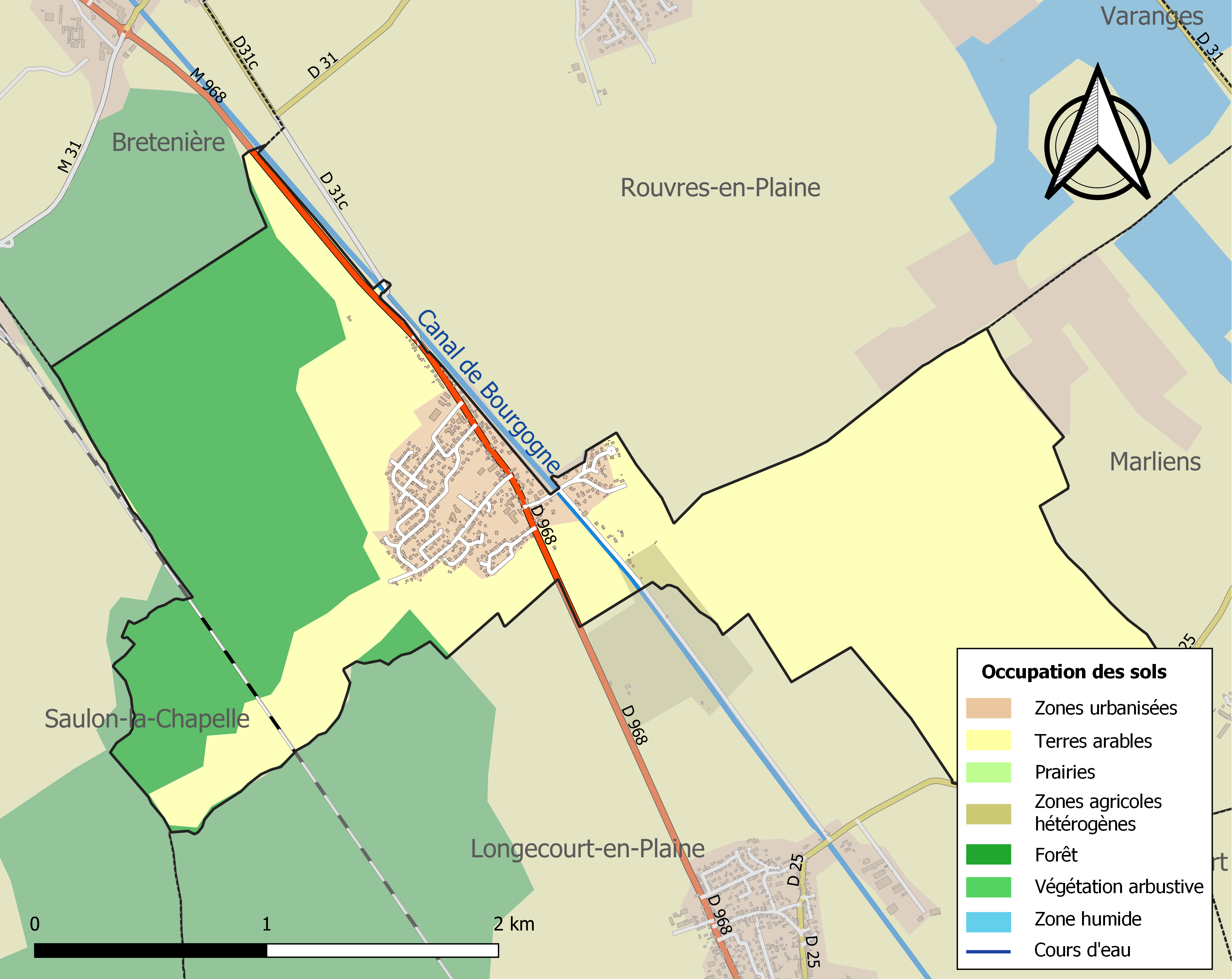
Carte des infrastructures et de l'occupation des sols de la commune en 2018 (CLC).

## Toponymie
Thorey : Du nom d'homme latin Taurius, issu du mot latin taurus (« taureau »), avec le suffixe possessif –acum.

## Histoire

### Seconde Guerre mondiale
Parti du Norfolk pour une mission sur Stuttgart, un bombardier lourd quadrimoteur Handley-Page Halifax du 432th Squadron de la Royal Canadian Air Force, après avoir été attaqué trois fois par la chasse de nuit allemande à l’aller, est abattu le 26 juillet 1944 au retour vers 3h15 par la DCA, l'avion s'écrase au bois du Roy à l'ouest-sud-ouest du bourg, au-delà de la voie de chemin de fer. Six membres de l'équipage sont tués et inhumés au cimetière communal de Bretenière; le seul rescapé est fait prisonnier. Une stèle est présente sur le site.

### Trente Glorieuses
Cité dortoir par excellence, cette bourgade a surtout connu son développement à partir des années 1960. Jusque-là, seules deux fermes assuraient un semblant de vie dans ce lieu encerclé par les bois et d'immenses espaces consacrés à la culture céréalière, qui formait un lieu-dit rattaché à la commune voisine de Bretenière.
Depuis la fin des années 1970, Thorey-en-Plaine a connu une impressionnante croissance démographique. En 2008, la population a dépassé le seuil des 1000 habitants.
À mi-chemin entre Dijon (15 km) et Saint-Jean-de-Losne, le village attire essentiellement une population de jeunes actifs en quête de quiétude, en disposant de multiples services de proximité (pharmacie, boulangerie, tabac-presse, médecin, salon de coiffure, garage automobile...).

## Politique et administration

### Liste des maires
| Période                                  | Période   | Identité         | Étiquette | Qualité |
| ---------------------------------------- | --------- | ---------------- | --------- | ------- |
| mars 2014                                | 2020      | Gilles Brachotte |           |         |
| mars 2008                                | 2014      | Alain Dubois     |           |         |
| mars 2001                                | mars 2008 | Paul Berthiot    |           |         |
| Les données manquantes sont à compléter. |           |                  |           |         |

## Démographie
L'évolution du nombre d'habitants est connue à travers les recensements de la population effectués dans la commune depuis 1793. Pour les communes de moins de 10 000 habitants, une enquête de recensement portant sur toute la population est réalisée tous les cinq ans, les populations de référence des années intermédiaires étant quant à elles estimées par interpolation ou extrapolation. Pour la commune, le premier recensement exhaustif entrant dans le cadre du nouveau dispositif a été réalisé en 2007.

En 2022, la commune comptait 1 134 habitants, en évolution de +5,1 % par rapport à 2016 (Côte-d'Or : +0,82 %, France hors Mayotte : +2,11 %).
| 1793 | 1800 | 1806 | 1821 | 1836 | 1841 | 1846 | 1851 | 1856 |
| ---- | ---- | ---- | ---- | ---- | ---- | ---- | ---- | ---- |
| 160  | 122  | 133  | 145  | 164  | 172  | 132  | 224  | 243  |

| 1861 | 1866 | 1872 | 1876 | 1881 | 1886 | 1891 | 1896 | 1901 |
| ---- | ---- | ---- | ---- | ---- | ---- | ---- | ---- | ---- |
| 215  | 211  | 207  | 183  | 177  | 166  | 166  | 177  | 165  |

| 1906 | 1911 | 1921 | 1926 | 1931 | 1936 | 1946 | 1954 | 1962 |
| ---- | ---- | ---- | ---- | ---- | ---- | ---- | ---- | ---- |
| 175  | 149  | 123  | 160  | 169  | 169  | 151  | 162  | 170  |

| 1968 | 1975 | 1982 | 1990 | 1999 | 2006 | 2007 | 2012  | 2017  |
| ---- | ---- | ---- | ---- | ---- | ---- | ---- | ----- | ----- |
| 165  | 210  | 413  | 611  | 830  | 960  | 979  | 1 061 | 1 051 |

| 2022  | - | - | - | - | - | - | - | - |
| ----- | - | - | - | - | - | - | - | - |
| 1 134 | - | - | - | - | - | - | - | - |

## Culture locale et patrimoine

### Lieux et monuments
La commune a la particularité de ne pas avoir d'église.

### Héraldique
| Blason de Thorey-en-Plaine | Blason  | D'azur à trois fusées d'argent rangées en fasce, accompagnées de deux épis de blé d'or, tigés et feuillés de sinople, entre les fusées; au chef bandé d'or et d'azur et à la bordure de gueules. |
| Blason de Thorey-en-Plaine | Détails | Le statut officiel du blason reste à déterminer. |